# Мадам Ферон
Мадам Ферон  (1500 - 1530 или 1540 )  била  је ћерка адвоката Жана Ферона и супруга париског адвоката, дворска дама на француском двору, а по причама и једне од љубавница француског краља Франсоа I Валоа.

## Епоним
Остаће запамћена по епониму који је по њој добио назив „Фероније” (Ferronière) - уској траци која се носила око главе, и која је обично била украшена драгим каменом или бисером у облику сузе, коју су жене носиле на челу.

## Живот
Мадам Ферон је дуго година била  дворска дам у служби  краљице  на француском двору . Њена лепота изазвала је краљево интересовање  и краљ Франсоа I Валоа, прихватио је за своју љубавницу. Љубоморни супруг одлучио је да се сурово освети краљу и у ту сврху посетио је јавну кућу у којој се заразио а потом и оболео  од сифилиса. Заразу је прено својој жене која је током полних контаката заразила краља. Иако је ова прича превише добра да би била истинита, сада се зна да је била измишљотина, која датира из периода од неколико година након краљеве смрти. Снажна морална и драмска компонента приче, међутим, обезбедила јој је опстанак у француским кулоарима кроз деветнаести век.
Мадам Ферон је према једном предању 1495. године, била узор чувеном сликару Леонарду да Винчију (1452–1519) да наслика слику „Лепа Феронера” (La belle Ferronière),   која се данас чува у Лувру.  Иако се за портрет Леонарда да Винчија изложен у Лувру у деветнаестом веку сматрало да је портрет „Лепа Феронера”  и то је демантовано. Леонардова слика је вероватно Лукреције Кривели, једне од љубавница Лудовика Сфорце (1452-1508), немилосрдног принц и дипломата, који је био мецена Леонарда да Винчија и других уметника.